# Georges Avenel
Pour les articles homonymes, voir Avenel (homonymie).
Ne pas confondre avec l'historien catholique Georges d'Avenel.
Georges Avenel, né le 31 décembre 1828 à Chaumont-en-Vexin et mort le 1er juillet 1876 à Bougival, est un historien français. 

## Biographie
Frère cadet de l'écrivain Paul Avenel, Georges Avenel a consacré la plus grande partie de sa vie à l'étude de la Révolution française. En 1865, il publie son premier livre : Anacharsis Cloots, l'orateur du genre humain. Après plusieurs années de recherches, il publie en 1875 les Lundis Révolutionnaires qui sont une collection d'essais ne représentant qu'une partie de ses travaux.
Rédacteur de la République française, il a collaboré, sous le Second Empire, au Nain jaune et à l’Encyclopédie générale. Il a aussi édité et annoté entre 1867 et 1870 une édition populaire en neuf volumes des œuvres complètes de Voltaire, connue sous le nom d'« Édition du siècle ».
Il a succombé aux suites d'une hémorragie cérébrale, avant d’avoir pu terminer la deuxième série des Lundis révolutionnaires dans laquelle la biographie de Jean-Nicolas Pache allait occuper une place importante. Un des chapitres de la première série a été publié de façon séparée en 1876 sous le titre La Vraie Marie-Antoinette, d'après la correspondance secrète. 

## Publications
- Anacharsis Cloots, l'orateur du genre humain, Paris, A. Lacroix, Verboeckhoven & Cie, 1865, 2 vol. (OCLC 15217550, lire en ligne)
- Lundis révolutionnaires, 1871-1874 : nouveaux éclaircissements sur la Révolution française à propos des travaux historiques les plus récents et des faits politiques, Paris, E. Leroux, 1875, iv, 412 p., in-8º (OCLC 12773286, lire en ligne).